# Brestov (Humenné)
Brestov é um município da Eslováquia, situado no distrito de Humenné, na região de Prešov. Tem 10,12 km² de área e sua população em 2018 foi estimada em 608 habitantes.

## Demografia
| Ano:        | 1994 | 2004   | 2014   | 2024   |
| ----------- | ---- | ------ | ------ | ------ |
| Broj ljudi: | 501  | 546    | 599    | 569    |
| Razlika:    |      | +8,98% | +9,70% | -5,00% |

| Ano:               | 2023 | 2024   |
| ------------------ | ---- | ------ |
| Número de pessoas: | 580  | 569    |
| Diferença:         |      | -1,89% |